# Trümmerfilm
Trümmerfilm ("ruinfilm") var en strömning inom tysk film åren direkt efter andra världskriget. Filmerna skildrade och diskuterade situationen i det efterkrigstida Tyskland och det föregående slutskedet av Nazityskland. Filmerna utspelar sig typiskt i stadsmiljö och har en stil inspirerad av dokumentärfilm. De gjordes av regissörer som Wolfgang Staudte, Kurt Maetzig och Helmut Käutner, som sökte nya uttryckssätt samtidigt som de stod under uppsikt av ockupationsmakterna. Staudtes Mördarna finns mitt ibland oss från 1946 blev definierande för rörelsen. Trümmerfilm upphörde som strömning omkring 1950, när andra filmuttryck tog över.
Strömningen har både estetiska och tematiska beröringspunkter med italiensk neorealism, med exempel som Roberto Rossellinis Rom – öppen stad från 1945. Trümmerfilm motsvaras inom litteraturen av Trümmerliteratur.

## Lista över filmer
- Mördarna finns mitt ibland oss (1946), regi Wolfgang Staudte
- Freies Land (1946), regi Milo Harbich
- Irgendwo in Berlin (1946), regi Gerhard Lamprecht
- Autostrada (1947), regi Helmut Käutner
- …und über uns der Himmel (1947), regi Josef von Báky
- Möte på hotell (1947), regi Harald Braun
- Film utan namn (1948), regi Rudolf Jugert
- Storstadsmelodi (1948), regi Robert A. Stemmle
- Vi har funnit varandra (1949), regi Wolfgang Liebeneiner
- Wohin die Züge fahren (1949), regi Boleslaw Barlog
- Der Ruf (1949), regi Josef von Báky